# 이주형 (육상인)
이주형(李周炯)은 대한민국의 육상인이다. 1988년 하계 올림픽 육상에서 해머던지기 종목으로 참여하였다. 이재영, 이다영 자매의 아버지이다.